# Adeonellopsis hexangularis
Adeonellopsis hexangularis är en mossdjursart som först beskrevs av Okada 1920.  Adeonellopsis hexangularis ingår i släktet Adeonellopsis och familjen Adeonidae. Inga underarter finns listade i Catalogue of Life.